# Rhabditolaimus halleri
Rhabditolaimus halleri är en rundmaskart. Rhabditolaimus halleri ingår i släktet Rhabditolaimus och familjen Diplogasteridae. Inga underarter finns listade i Catalogue of Life.